# Schloss Puckenhof

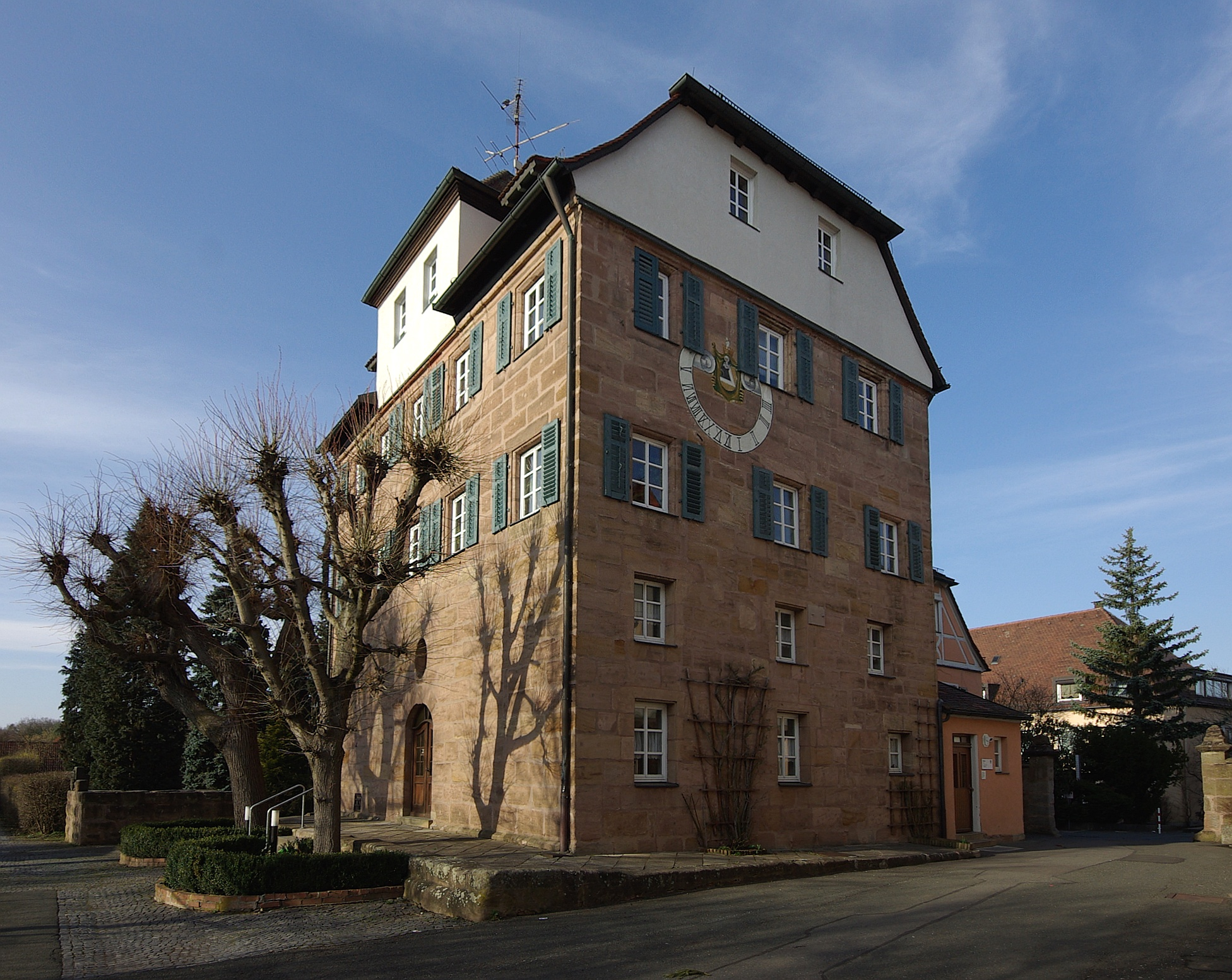
Schloss Puckenhof

Schloss Puckenhof ist ein ehemaliges Schloss der Freiherren  Haller von Hallerstein in Buckenhof im mittelfränkischen Landkreis Erlangen-Höchstadt.

## Geschichte

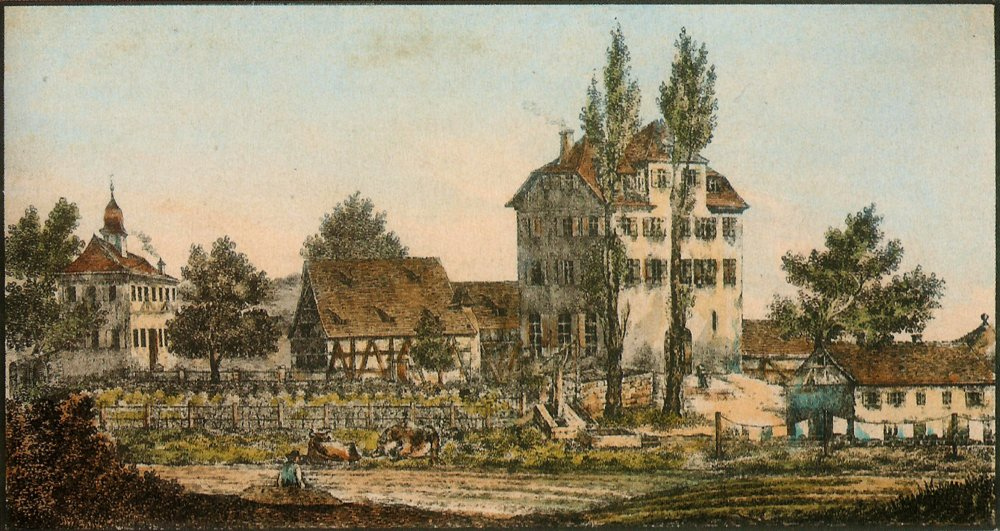
Das Hallerschloss Puckenhof um 1860

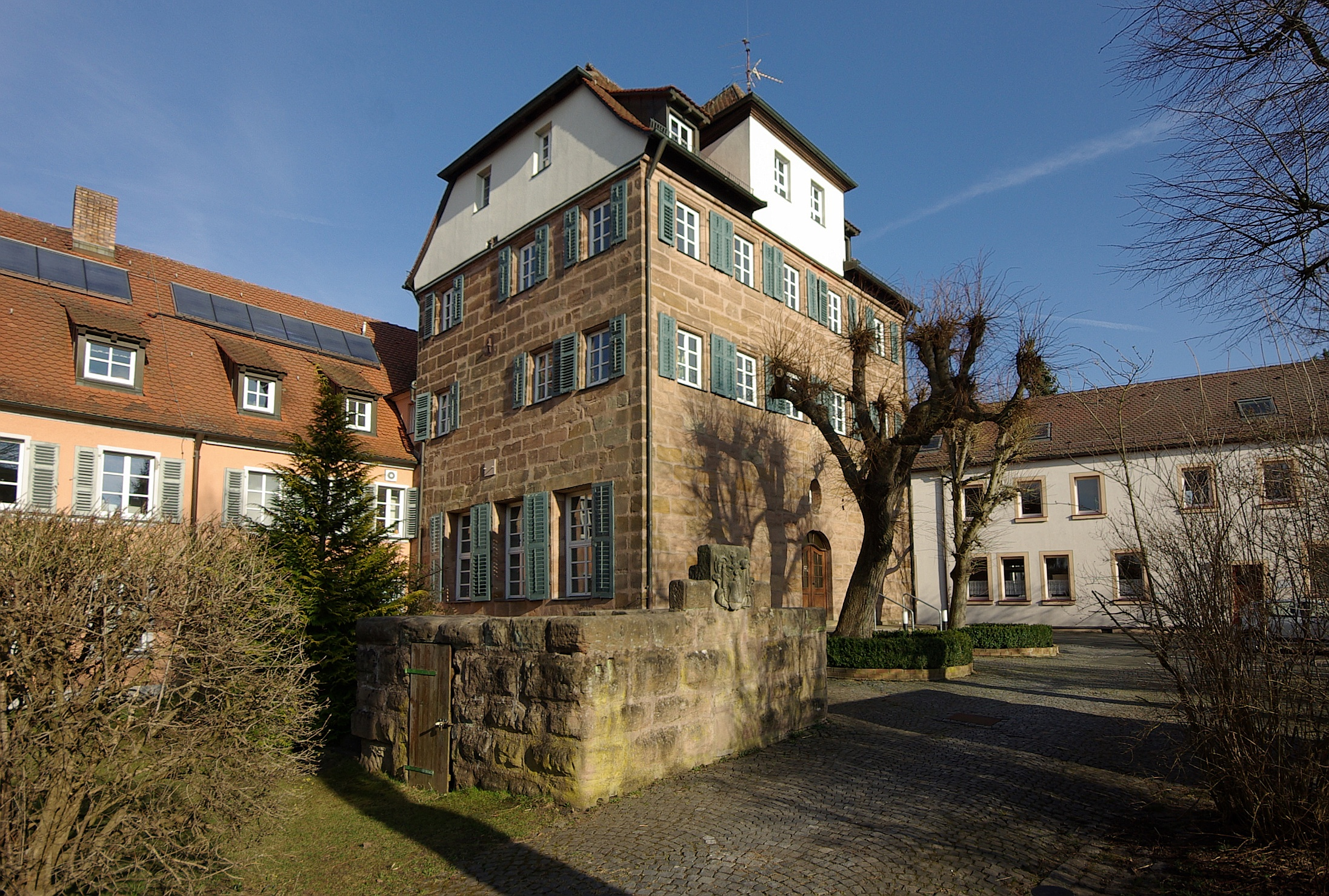
Schloss Puckenhof

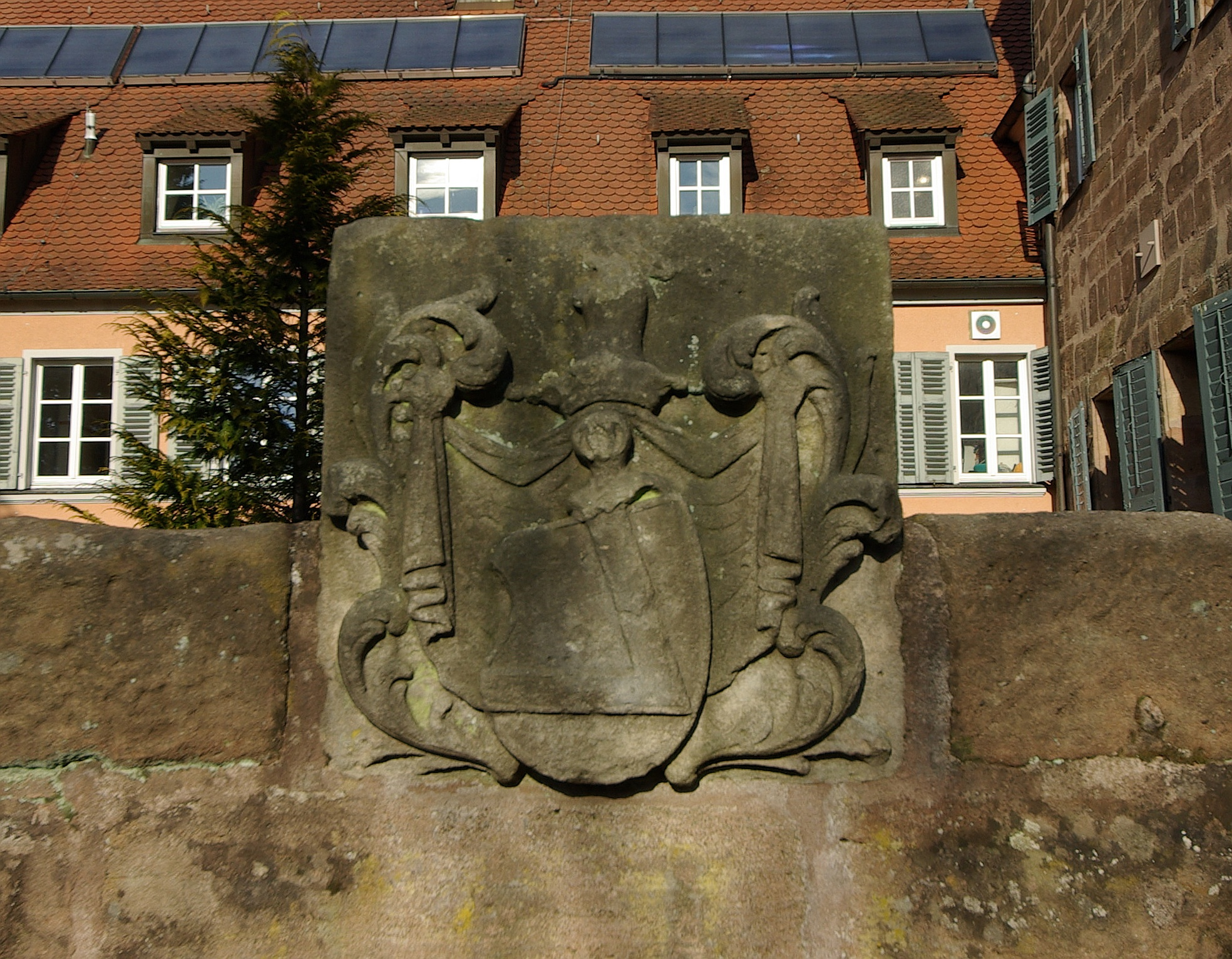
Wappen der Haller von Hallerstein; heute in den Resten der Umfassungsmauer

1372 wird der Ort als Erbforsthube des Nürnberger Bürgers Hermann Remar erwähnt. Aus ihm ging das Schloss Puckenhof hervor. Das Gut befand sich von 1462 bis 1487 und 1501 bis 1848 im Besitz der Haller von Hallerstein. Im Zweiten Markgrafenkrieg wurden die Gebäude am 29. Mai 1552 von markgräflichen Truppen niedergebrannt. In den Jahren 1564–1567 bauten die Haller das Schloss Puckenhof wieder auf.
Seit 1850 wird das ehemalige Hallerschloss als Jugendhilfeeinrichtung von einem evangelischen Trägervereine genutzt. So verlegte man 1850 das Rettungshaus Schallershof in die Räumlichkeiten, das als eine der ersten Institutionen der Inneren Mission in Bayern durch den Erlanger Vikar Julius Schunck gegründet worden war.

## Baubeschreibung
Das Wasserschloss ist ein dreigeschossiger turmartiger Quaderbau, wobei „Anbauten des 20. Jahrhunderts die ursprüngliche Erscheinung zerstört“ haben. Im Erdgeschoss befindet sich der 1999 restaurierte Rokokosaal, der gelegentlich für Konzerte genutzt wird. Auf dem zum Schloss gehörenden Gelände befinden sich einige weitere Gebäude wie eine Schule mit Turnhalle und Sportplatz
An der Straße liegt das sogenanntes Kleine Schlösschen, ein langgestreckter zweigeschossiger Walmdachbau mit Fachwerkobergeschoss, 1747/50 aus einem Umbau eines Sommerhauses von 1737 entstanden.